# LZ 4

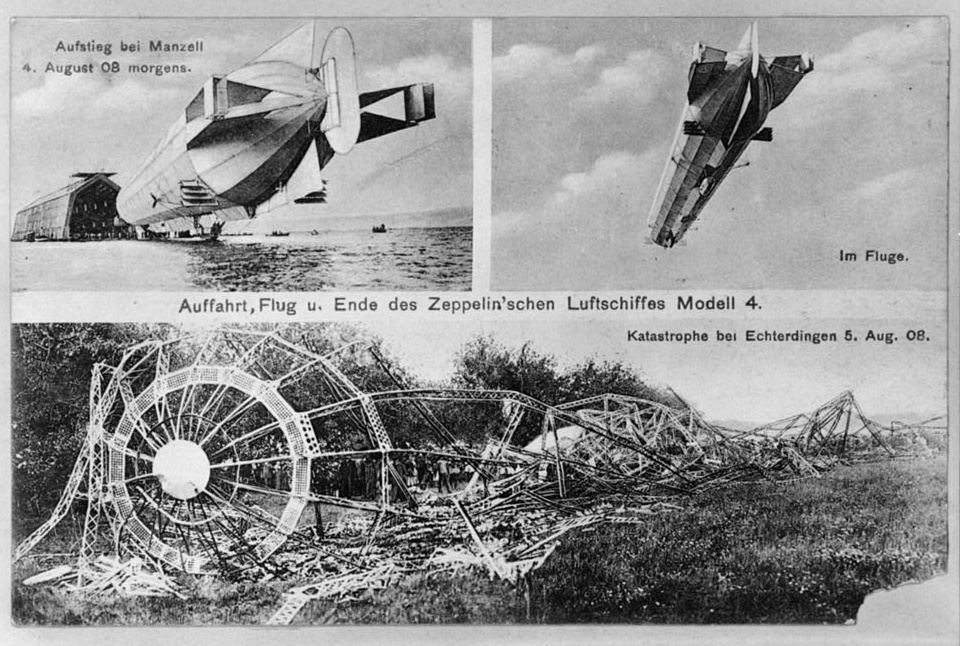
Zeppelin LZ4 voor, tijdens en na de enige vlucht die het luchtschip maakte

De LZ4 was een zeppelin die het eerste luchtschip zou worden dat op 4 augustus 1908 24 uur aan één stuk in de lucht kon blijven. Tijdens de vlucht moet de commandant Ferdinand Graaf von Zeppelin het schip in een wei aan de grond zetten omdat de lager van een motor het had begeven. Terwijl hij na de geslaagde landing naar Stuttgart vertrekt, zetten soldaten het luchtschip met touwen vast. De touwen begeven het echter, terwijl zich nog 2 mensen aan boord bevinden. Een van de monteurs, die ook mee de lucht in wordt genomen, kan nog net gas aflaten, maar daardoor duikt het schip met de neus in de struiken en scheurt de bekleding. Blijkbaar ook een van de gascellen want het schip vliegt in brand, waarschijnlijk door statische elektriciteit.  Niemand raakt ernstig gewond, maar van het schip blijft niets meer over.